# Lac Nicobi
Lac Nicobi är en sjö i Kanada.   Den ligger i regionen Nord-du-Québec och provinsen Québec, i den östra delen av landet, 400 km norr om huvudstaden Ottawa. Lac Nicobi ligger 332 meter över havet. Arean är 35 kvadratkilometer. Den sträcker sig 10,7 kilometer i nord-sydlig riktning, och 16,3 kilometer i öst-västlig riktning.
Trakten runt Lac Nicobi är nära nog obefolkad, med mindre än två invånare per kvadratkilometer.